# エルフオールスターズ脱衣雀
『エルフオールスターズ脱衣雀』（エルフオールスターズだついじゃん）は、エルフより2000年3月30日に発売されたアダルトゲーム。および、そのシリーズ。
本項ではシリーズ第1作について記述する。

## 概要
本作は脱衣麻雀である。ただし雀荘が複数存在し、コンピュータRPGのようにマップ「エルフの街」上で主人公を動かして雀荘へ入ると、本作以前のエルフ作品に登場したキャラクターたち34人を相手に脱衣麻雀が始まる。麻雀自体は一般的な4人打ちであるが、キャラクターたちには麻雀の打ち方に癖が見られ、例えば門前でのあがりが多いキャラクターもいれば、逆に鳴くことの多いキャラクターもおり、さらにどのようなあがり役を多く作ってくるかにも違いが見られる。このようなキャラクターたちから3人を選んで対戦し、半荘終了後に自分よりも順位が下だった相手を脱がせることができる。ただし、男性キャラクターは脱衣しないほか、特別雀荘「エルフ荘」では女性キャラクターも脱衣しない。したがって特別雀荘「エルフ荘」での麻雀に関しては、一般的な麻雀のコンピュータゲームと言える。なお、いずれの雀荘においても、半荘終了後に持ち点が無くなるとゲームオーバーとなる。
基本的なマップデザインやゲームシステムは、エルフが1992年11月13日に発売した『雀JAKA雀』を下敷きにしており、そのキャラクターたちも登場する。しかし、同作のシナリオはまったく反映されていない。
本作は好評を受けてシリーズ化され、2001年11月22日には『エルフオールスターズ脱衣雀2』が、2006年3月31日には『エルフオールスターズ脱衣雀3』が発売された。

## マップ上の施設
マップ「エルフの街」には以下のような施設がある。
雀荘
麻雀を打つことができる。
一部の店を除いて男性3人と女性3人で構成されたキャラクターが主人公を待っており、最初は男性3人と打つことになる。2局目以降は自分より順位が下だったキャラクターを外し、代わりに好みの女性と入れ替えて打つことが可能。
34人全員を倒すと、特別雀荘「エルフ荘」で最強雀士との対戦や、この最強雀士も含めた全35人とのフリー対戦が可能となる。
エルフ駅
セーブやロードが可能。
ブックストア
主人公を初め各キャラクターの順位や上がり点などの成績、各雀荘のキャラクター達のプロフィールや既に見た脱衣シーンなどを見ることが可能。
交番
ゲームシステムの解説を見ることが可能。
店
麻雀で獲得した持ち点と引き換えに、壁紙やアイコンなどのデスクトップアクセサリー類を買うことが可能。

## 登場キャラクター
- 『雀JAKA雀』から
  - 秋川 リサ
  - 結城 アズサ
  - 島本 愛
  - 有栖川 けいこ
  - 有栖川 陽子
  - ミホ
  - レイコ
  - トモコ
  - チエコ
  - 高橋 みずき

- 『同級生2』から
  - 鳴沢 唯
  - 篠原 いずみ
  - 杉本 桜子
  - 西御寺 有友
  - 天道 新幹線
  - 長岡 芳樹
- 『遺作』から
  - 榊 美由紀
  - 伊頭 遺作

- 『臭作』から
  - 高部 絵里
  - 藤間 萌子
  - 伊頭 臭作
  - 加藤
- 『下級生』から
  - 結城 瑞穂
  - 神山 みこ
  - 新藤 麗子
  - ブルセラマン
  - 高田 慎二
  - ケント・コネチカット

- 『ワーズ・ワース』から
  - シャロン
  - ニーナ
  - ミュー
  - スタリオン
  - テッシオ
  - ウィリアム